# 西溪乡 (汉源县)
西溪乡，是中华人民共和国四川省雅安市汉源县曾经下辖的一个乡。2019年12月，撤销西溪乡，将其所属行政区域划归富庄镇管辖。

## 行政区划
西溪乡撤销前下辖以下地区：
平河村、松江村、合江村、陈河村、民安村和新立村。